# Dabie Shan (Antarktika)
Dabie Shan (chinesisch 大別山) ist ein 103 m hoher und felsiger Hügel an der Ingrid-Christensen-Küste des ostantarktischen Prinzessin-Elisabeth-Lands. Er ragt südwestlich der indischen Bharati-Station auf der Halbinsel Haizhu Bandao in den Larsemann Hills auf.
Chinesische Wissenschaftler benannten ihn 1993 im Zuge von Vermessungs- und Kartierungsarbeiten.